# Mauro Picotto
Mauro Picotto (ur. 25 grudnia 1966 w Cavour) – włoski DJ.
Swoją zawodową przygodę z muzyką rozpoczął albumem "Iguana" w 1999 roku. Obecnie Picotto tworzy ze swoim uczniem R. Ferrim, który także ma już na koncie hit - "Alchemist" z dwupłytowego albumu "Meganite complitation", który składa się z krążka mistrza i krążka ucznia. 
Picotto jest DJ-em docenianym na świecie, zajmuje czołowe miejsca w rankingach DJ-skich.

## Single
- Iguana
- Proximus
- Lizard
- Verdi
- Komodo (Save a Soul)
- Funkytek
- New Time New Place
- The Dolphin
- Montacarlo Night
- Evribadi
- Pulsar
- Baguette
- Arabian Pleasure
- The Vision
- Bug
- Serendipity
- Back To Cali
- Opera Amsterdam
- Ultimahora Ibiza
- Like This Like That

## Albumy
- The Album (2000)
- The Others (2002)
- Live in Ibiza (2002)
- Superclub (2006)
- Now & Then (2007)
- Meganite Ibiza (2008)
- 2010 (2010)